# Melany Bergés Gámez
Melany Bergés Gámez (Badalona, 6 de maig de 1990) és una atleta catalana amb discapacitat visual.
Va començar en l'atletisme amb vuit anys amb la Fundació ONCE a Barcelona, i amb els anys es va traslladar a Madrid. Malgrat la seva discapacitat visual, no va començar a córrer amb un guia fins a l'any 2016. En els seus inicis, va ser campiona del món juvenil (2005). Més tard, en categoria absoluta, ha disputat el Campionat d'Europa (2009), entre altres competicions. Ha estat campiona d'Europa a Itàlia (2016) i subcampiona d'Espanya (2010) i d'Europa en la prova de velocitat a Londres (2017) i a Berlín (2018). Ha participat en els Jocs Paralímpics de Río de Janeiro, on va quedar quarta a la final de velocitat dels 400 metres T12.